# Vortex d'extinction
En écologie, et dans l'étude de la dynamique des populations, la notion de tourbillon d'extinction, spirale d'extinction ou vortex d'extinction (« Extinction vortex » pour les anglophones) correspond à une catégorie de modèles utilisés pour comprendre, décrire ou catégoriser la dynamique et les causes d'extinctions d'espèces et de groupes d'espèces. 
Ces modèles sont utilisés par des biologistes de la conservation et certains généticiens et écologues.

## La notion de vortex
Elle décrit le tourbillon. Elle est utilisée pour décrire le phénomène auto-catalytique (ici auto-entretenu en un « cercle vicieux ») qui apparaît quand au sein d'une espèce dont les individus deviennent rares ou isolés les uns des autres ; divers processus se renforcent les uns les autres et font que les individus d'une espèce ont de plus en plus de mal à se reproduire et à s'assurer une descendance viable. Plus l’effectif d'une espèce ou d'une population décroît, plus le risque d'extinction augmente.
Un vortex d'extinction peut avoir trois grands types de cause ou facteurs aggravants :
- Facteurs démographiques. Plus la population diminue, plus les partenaires sexuels auront du mal à se rencontrer ; ou dans le cas des espèces qui libèrent leur semence dans l'environnement, moins  spermatozoïdes et ovules, pollens et ovaires auront de chances d'entrer en contact.
- Facteurs génétiques. La dépression de consanguinité augmente au sein des petites populations ou de populations captives (élevages) ou non soumise à leurs prédateurs (par exemple éliminés par la chasse sur l'essentiel de leurs territoires dans le cas des grands carnivores) ; 
un vortex génétique s'installe avec l'accumulation lente mais régulière de mutations délétères, la sélection ayant un effet amoindri par rapport à la dérive génétique[1], notamment en populations captives[2] Des études en laboratoires faites sur des espèces aussi différentes que la drosophile, des levures et la bactérie Escherichia coli donnant des valeurs proches ; un vortex d’extinction se crée quand le nombre d'éléments d'une population tombe en dessous du millier d’individus. 
La mesure de la dépression de consanguinité est délicate sur le terrain. Elle peut être déduite de la mesure de la consanguinité, et de la connaissance pour une même consanguinité de situations antérieures telles que les goulots d’étranglement [3]. Un des indices étudiés est la consanguinité multi-locus [4].
- Facteurs socio-économiques. Ce qui est rare est cher ; la loi de l'offre et de la demande fait que la rareté d'une espèce stimule sa chasse, pêche ou cueillette voire son braconnage ou des trafics mafieux à grande échelle.

## Histoire du concept
Développée par  E. Gilpim et Michael Soulé dans un  (désormais) célèbre article de 1986 sur les « populations minimales viables » (« Minimum viable populations: Processes of species extinction ») la théorie retient actuellement quatre classes de vortex d'extinction. 
- Les deux premières catégories (dites R et D) sont liées aux facteurs biotiques de l'environnement et en particulier aux facteurs affectant  l'écosystème ou les communautés d'espèces, tels que perturbations, pollutions, perte ou fragmentation d'habitat ;
- deux autres catégories  (F et A) ne considèrent que des facteurs génétiques tels que mutations induits par la consanguinité, dépression endogamique, érosion génétique, dérive génétique, etc.

## Types de vortex (ou tourbillons)
- Vortex R: Il est initié quand une perturbation favorise une baisse de population (taille N) et une augmentation correspondante de la variabilité (Var (r)). Un tel événement peut rendre les populations vulnérables à des perturbations supplémentaires qui conduiront à de nouvelles diminutions de taille de population (N) et de nouvelles augmentations de la variabilité (Var (r)). 
Un bon exemple est la rupture des sex ratios dans une population en provenance de l'espèce optimale.
- Vortex D: Il est initié lorsque la taille d'une population (N) diminue et que la variabilité (Var (r)) augmente de telle sorte que la distribution spatiale (D) de la population a augmenté et que la population devient « inégalement répartie » ou écologiquement fragmentée. Au sein des fragments, les taux d'extinction locale augmentent alors, avec un feedback positif qui entraine l'aggravation du vortex D.
- Vortex F: Il est initié lorsque la taille d'une population (N) diminue en conduisant à une diminution de l'hétérozygotie (augmentation de l'autozygosité) et en augmentant le taux de dérive génétique. Il en résulte une aggravation de la dépression de consanguinité et une augmentation des tares génétiques au sein de la population, ce qui au fil du temps conduira à l'extinction.
- Vortex A: Il est induit par l'augmentation de la dérive génétique et une diminution correspondante de variabilité génétique. 
Ceci conduit à une diminution du potentiel d'adaptation évolutive de la population face aux changements de l'environnement ou aux pathogènes. Cette situation peut également plus ou moins rapidement conduire à l'extinction. 
Ce tourbillon peut être enclenché par l'introduction d'espèces exotiques invasives ou par une invasion biologique spontanée (phénomène qui semble très rare dans la nature), aboutissant — à grande échelle — à des hybridations et parfois à une pollution génétique.

## Solutions
Quand une population est devenue petite et génétiquement appauvrie et/ou touchée par des tares génétiques, les solutions — sans certitudes de réussite — consistent à tenter de restaurer  la diversité génétique, en s'appuyant sur les conservatoires botaniques ou faunistiques, les banques de semences, etc. Ceci passe par deux grands types de mesures :
- conservation ex-situ (élevages conservatoires), avec le risque de permettre aux tares génétiques de se maintenir[6], voire de prendre de l'importance, faute de sélection naturelle, via les pathogènes et prédateurs naturels notamment.
- actions de réintroduction d'espèces, généralement associée à des opérations de renaturation et de mise en réserve naturelle ;
- actions de défragmentation éco-paysagère (réseaux écologiques, trames vertes et bleues, remaillage de territoires fragmentés par des corridors biologiques et des écoducs, etc). Stimuler les flux migratoires au sein d'une métapopulation favorise notamment l'hybridation et augmente les chances de survie des populations[7] ;
- hybridation (en cas d’accumulation de tares génétiques, la survie ou la fécondité peuvent parfois être améliorés par l'hybridation).